# Fútbol y rumba
«Fútbol y rumba» es una canción del cantante puertorriqueño Anuel AA y el cantante español Enrique Iglesias. Fue lanzado el 29 de mayo de 2020, como tercer sencillo de su segundo álbum de estudio Emmanuel.

## Antecedentes y lanzamiento
La canción fue escrita por ambos cantantes que interpretan la canción y producida por Ovy on the Drums. El 27 de mayo de 2020, Anuel AA anunció y reveló la lista de canciones de Emmanuel, y «Fútbol y rumba» se incluyó como la séptima pista.

## Música, composición y letra
Musicalmente, «Fútbol y rumba» es una canción de reguetón. Líricamente, «Fútbol y rumba» es una canción sobre celebrar la vida y disfrutar de una noche de fiesta, baile y bebida.

## Video musical
El video musical fue lanzado simultáneamente con el sencillo y el álbum el 29 de mayo de 2020. También fue uno de los dos videos musicales y sencillos que fueron lanzados el mismo día junto con la canción «Hasta que dios diga». Muestra a celebridades como Shaquille O'Neal, J Balvin y Marshmello, así como a estrellas del fútbol como Lionel Messi, Sergio Ramos y Luis Suárez realizando diversas actividades mientras están en cuarentena debido a la pandemia de COVID-19.

## Posicionamiento en listas
| Lista (2020)                                       | Mejor posición |
| -------------------------------------------------- | -------------- |
| Bolivia (Monitor Latino)                           | 9              |
| El Salvador (Monitor Latino)                       | 1              |
| Guatemala (Monitor Latino)                         | 3              |
| Honduras (Monitor Latino)                          | 9              |
| Mexico Airplay (Billboard)                         | 2              |
| México (Monitor Latino)                            | 1              |
| Panamá (Monitor Latino)                            | 4              |
| Puerto Rico (Monitor Latino)                       | 3              |
| España (PROMUSICAE)                                | 6              |
| Suiza (Schweizer Hitparade)                        | 96             |
| EE. UU. Bubbling Under Hot 100 Singles (Billboard) | 12             |
| EE.UU. Hot Latin Songs (Billboard)                 | 8              |
| EE.UU. Latin Airplay (Billboard)                   | 1              |
| EE.UU. Latin Pop Airplay (Billboard)               | 1              |
| EE.UU. Latin Rhythm Airplay (Billboard)            | 1              |

| Lista (2020)                       | Mejor posición |
| ---------------------------------- | -------------- |
| EE.UU. Hot Latin Songs (Billboard) | 59             |

## Certificaciones
| País   | Organismo certificador | Certificación | Ventas | Ref.   |
| ------ | ---------------------- | ------------- | ------ | ------ |
| España | PROMUSICAE             | oro           | 20 000 | [ 20 ] |